# William T. Fitzgerald

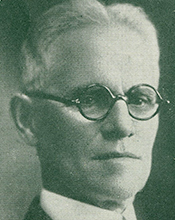
William T. Fitzgerald

William Thomas Fitzgerald (* 13. Oktober 1858 in Greenville, Ohio; † 12. Januar 1939 ebenda) war ein US-amerikanischer Politiker. Zwischen 1925 und 1929 vertrat er den Bundesstaat Ohio im US-Repräsentantenhaus.

## Werdegang
William Fitzgerald besuchte die öffentlichen Schulen seiner Heimat und die Greenville High School. Zwischen 1875 und 1882 diente er in der Nationalgarde von Ohio. Dabei wurde er im Jahr 1877 bei Unruhen, den sogenannten Newark Riots, eingesetzt. Bis 1887 studierte er an der National Normal University in Lebanon. Von 1886 bis 1889 unterrichtete er auch an der Greenville High School als Lehrer. Nach einem anschließenden Medizinstudium an der University of Wooster und seiner 1891 erfolgten Zulassung als Arzt begann er in Greenville in diesem Beruf zu arbeiten. Gleichzeitig schlug er als Mitglied der Republikanischen Partei eine politische Laufbahn ein. Von 1906 bis 1914 saß er im Bildungsausschuss seiner Heimatstadt Greenville; von 1921 bis 1925 war er dort Bürgermeister.
Bei den Kongresswahlen des Jahres 1924 wurde Fitzgerald im vierten Wahlbezirk von Ohio in das US-Repräsentantenhaus in Washington, D.C. gewählt, wo er am 4. März 1925 die Nachfolge von John L. Cable antrat. Nach einer Wiederwahl konnte er bis zum 3. März 1929 zwei Legislaturperioden im Kongress absolvieren. Von 1925 bis 1927 war er Vorsitzender des Ausschusses zur Reform der Gesetzgebung (Committee on Revision of the Laws); von 1927 bis 1929 leitete er den Ausschuss für Behindertenrenten (Invalid Pensions). Im Jahr 1928 verzichtete er auf eine weitere Kandidatur.
Nach dem Ende seiner Zeit im US-Repräsentantenhaus praktizierte William Fitzgerald wieder als Arzt. Er starb am 12. Januar 1939 in Greenville, wo er auch beigesetzt wurde.